# Velika nagrada Nice 1934
Velika nagrada Nice 1934 je bila neprvenstvena dirka za Veliko nagrado v sezoni 1934. Odvijala se je 19. avgusta 1934 v Nici.

## Poročilo

### Pred dirko
Za moštvo Scuderia Ferrari so na dirki nastopili Louis Chiron, Achille Varzi in Carlo Felice Trossi, glavna konkurenca pa je bilo sedem Maseratijevih dirkačev, tudi Tazio Nuvolari, Philippe Étancelin in Raymond Sommer, ter René Dreyfus iz tovarniškega moštva Automobiles Ettore Bugatti. 

### Dirka
Na štartu je povedel Varzi, ki so mu sledili Chiron, Nuvolari in Dreyfus, ki sta se borila za boljše mesto. Dreyfus je uspel prehiteti Italijana, ki se je trudil pridobiti svoje mesto nazaj. Dvoboja je bilo konec, ko je Dreyfus prepozno zaviral v enem od ovinkov in trčil v ogrado iz bal sena. Zdaj je Nuvolari ujel Varzija in oba dirkača sta postavljala nove rekorde steze. Toda v sedemindvajsetem krogu je bilo dvoboja za zmago konec zaradi okvare motorja na Nuvolarijevem dirkalniku Maserati 8CM. Tako Chiron kot tudi Trossi sta opravila dolga postanka v boksih, zato je drugo mesto prezvel Étancelin, med tem ko je Varzi zmagal s krogom in več prednosti pred konkurenco. Tretje mesto je osvojil drugi Ferrarijev dirkač Trossi. 

## Rezultati

### Dirka
| Poz | Št | Dirkač                           | Moštvo                     | Dirkalnik        | Krogi | Čas/Odstop    | Št. m. |
| --- | -- | -------------------------------- | -------------------------- | ---------------- | ----- | ------------- | ------ |
| 1   | 28 | Achille Varzi                    | Scuderia Ferrari           | Alfa Romeo P3    | 100   | 3:02:19,0     | 2      |
| 2   | 6  | Philippe Étancelin               | Privatnik                  | Maserati 8CM     | 99    | +1 krog       | 5      |
| 3   | 30 | Carlo Felice Trossi              | Scuderia Ferrari           | Alfa Romeo P3    | 97    | +3 krogi      | 4      |
| 4   | 22 | José María de Villapadierna      | Privatnik                  | Maserati 8CM     | 97    | +3 krogi      | 14     |
| 5   | 10 | Goffredo Zehender                | Privatnik                  | Maserati 8C      | 97    | +3 krogi      | 12     |
| 6   | 32 | Pierre Veyron                    | Privatnik                  | Bugatti T51      | 95    | +5 krogov     | 11     |
| 7   | 8  | Earl Howe                        | Privatnik                  | Bugatti T51      | 94    | +6 krogov     | 18     |
| 8   | 34 | Victor Marret                    | Privatnik                  | Bugatti T51      | 93    | +7 krogov     | 16     |
| 9   | 12 | Robert Brunet                    | Privatnik                  | Bugatti T51      | 92    | +8 krogov     | 15     |
| Ods | 14 | Hans Rüesch                      | Privatnik                  | Maserati 8CM     | 69    | Menjalnik     | 8      |
| Ods | 26 | Louis Chiron                     | Scuderia Ferrari           | Alfa Romeo P3    | 48    | Motor         | 6      |
| Ods | 2  | Tazio Nuvolari                   | Privatnik                  | Maserati 8CM     | 27    | Motor         | 3      |
| Ods | 18 | Giovanni Minozzi                 | Scuderia Siena             | Alfa Romeo Monza | 25    | Vzmetenje     | 9      |
| Ods | 16 | Alberto dell´Orto Raymond Sommer | Scuderia Siena             | Alfa Romeo Monza | 22    | Zadnje vpetje | 17     |
| Ods | 36 | Jean Delmot                      | Privatnik                  | Bugatti T51      | 21    |               | 13     |
| Ods | 20 | René Dreyfus                     | Automobiles Ettore Bugatti | Bugatti T59      | 19    | Trčenje       | 1      |
| Ods | 4  | Raymond Sommer                   | Privatnik                  | Maserati 8CM     | 14    |               | 10     |
| Ods | 24 | Willard Straight                 | Whitney Straight Ltd.      | Maserati 8CM     | 12    | Zadnje vpetje | 7      |